# 全日本学生音楽コンクール
全日本学生音楽コンクール（ぜんにっぽんがくせいおんがくコンクール）は、毎日新聞社が1947年から主催しているコンクール。

## 概要
通称「毎コン」「学生音コン」とも呼ばれる。部門はヴァイオリン、ピアノ、声楽、フルート、チェロ部門に分かれている。また、部門内でも年齢別に分けられている。
小学4年～6年（小学校の部）、中学1年～3年（中学校の部）、高校1年～3年（高校の部）、大学1年～年齢制限あり（大学の部）。
（フルート部門は中学校と高校の部のみ。また大学の部は声楽部門とチェロ部門に設けられている。）
審査はそれぞれの部門（部）別に行う。
近年全国大会がすべて自由曲になり、そのファイナリストに順位がつくように規約が改訂された。
全国大会入賞者の審査結果と講評は、毎日新聞の紙面上において公表される。
課題曲が毎年変更されることが特徴だが、全国大会のみ制限の範囲内で自由である。

## 審査
当コンクールは、地区予選、地区本選、そして全国大会と分かれている。地区予選と地区本選の開催場所は東京・名古屋・大阪・福岡・北海道の各地でいずれも公開で行われる。
各部門・各部ごとに、審査員1人25点満点で採点され、全審査員の採点結果から各1人の最高点と最低点をカットした点数の平均を求め、平均点の高い順に本選出場者や入賞者を決定する。
ただし、採点内容、得点は一切公表されず、問い合わせにも応じない。
出場者本人が希望した場合、予選のみ「ワンポイントアドバイス」として審査員の一部（無記名）が記載したコメントが送付される。
全国大会では審査員は、1年以内に自らに師事したことのある学生等が出場した場合は、その出場者の審査を行うことはできないと規定されている。
ただし、予選、本選においては指導中の学生、血縁関係のある学生が出場する場合であっても審査への参加が認められている。

### 地区予選
参加者の在学校所在地の大会に申し込みを行い、
課題曲の審査結果によって通過者が選出され地区本選に出場できる。

### 地区本選
地区本選は、全国大会へ出場する者の代表選考会にあたる。一位～三位と奨励賞が審査員の審査によって決められる。
全国大会の参加者は、地区と部門（部）別によって毎年一定人数が振り分けられており、地区本選の順位順に全国大会へ参加できる。

### 全国大会
地区本選で選ばれた各地の入賞者により、公開審査を実施する。
全国大会の順位は、平均点の高い順に第1位、第2位、第3位とし、同点は同位となる。
全国大会の各部門各部の1位入賞者は、音楽奨励賞が贈られる。
高校、大学の1位入賞者に日本放送協会賞が贈られる。
ピアノ部門の各部1位入賞者に野村賞、井口愛子賞が贈られる。
バイオリン部門の各部1位入賞者に兎束(うづか)賞、東儀賞が贈られる。
また、61回大会より、全国大会会場が横浜みなとみらい小ホールに変更となり、市民審査員による横浜市民賞が贈られる。

## 課題曲
地区予選、地区本選は、それぞれの部門（部）別に、課題曲がある。年毎に難易度と傾向が大きく変動するので、予想することは困難である。
第60回大会より、全国大会では、自由曲を演奏できるように変更となった。

## 歴史
- 1947年（第1回）　東京、大阪の2会場においてピアノ、ヴァイオリン（小・中・高校）、独唱（高校）、合唱（小・中・高校）の4部門で開催される。
- 1949年（第3回）　西部（九州地区）大会が新設される。
- 1965年（第19回）　全国大会が初めて公開で演奏される。
- 1966年（第20回）　全国大会で録音によるNHK放送審査から公開の実演演奏審査に移行する。
- 1980年（第34回）　第1回東海（現名古屋）大会開催（予選のみ）。
- 1984年（第38回）　東海大会が大阪大会から独立し本選を行う。
- 1988年（第42回）　フルート部門高校の部が新設された（ただし、東京と名古屋大会で予選と本選のみ開催）。
- 1989年（第43回）　フルート部門が東京、大阪、名古屋、九州4地区で開催され、全国大会も行われた。全国大会ピアノ部門最優秀者に「野村賞」、ヴァイオリン部門最優秀者に「兎束賞」が新設された。
- 1993年（第47回）　バイオリン部門最優秀者に「東儀賞」が贈られる。ピアノ部門小学校の部の参加資格が4年生以上に改正される。
- 2005年（第59回）　ピアノ部門に「井口愛子賞」が新設される。
- 2006年（第60回）　全国大会の規模を拡大。顕彰が1位のみから1位～３位までに増える。
- 2007年（第61回）　全国大会会場を横浜市に移転。「横浜市民賞」を新設。
- 2011年（第65回）　大学・一般の部を大学の部に名称変更。チェロ部門高校の部、大学の部を新設。東京大会で予選・本選のみ開催。

## 過去の入賞者
過去の全国大会入賞者
- 全日本学生音楽コンクール入賞者一覧